# Muckle Flugga
Muckle Flugga és una de les Illes Shetland, a Escòcia. És la segona més al nord, després d'Out Stack. En l'idioma nòrdic antic el seu nom significa Illa Gran Empinada .
El seu far va ser construït l'any 1854 pels germans de la família Stevenson, Thomas i David, per protegir el país durant la Guerra de Crimea. Va ser il·luminat per primera vegada l'11 d'octubre de 1854. Un segon far, de 25 metres, va ser il·luminat per primera vegada l'1 de gener de 1858, i va costar 32.000 lliures esterlines.
L'illa portava el nom de North Unst, a causa de l'illa poblada de South Unst. L'any 1964 el nom va canviar a Muckle Flugga. Des de març de l'any 1995 el far va ser automatitzat i per això l'illa està ara deshabitada.